# Stereotiepe-bewegingsstoornis
Stereotiepe-bewegingsstoornis is een psychische aandoening die is ingedeeld bij de ontwikkelingsstoornissen, maar zich ook op latere leeftijd kan voordoen. Bij deze aandoening vertoont iemand herhaalde en niet-functionele (vaak ritmische) bewegingen die kunnen leiden tot verwonding of die het normaal functioneren hinderen. 
Veelvoorkomende verschijnselen zijn spelen of zwaaien met de handen, schommelende bewegingen, gooien met voorwerpen, met het hoofd op een hard oppervlak slaan, zichzelf slaan of bijten.
Er zijn indicaties dat slaan met het hoofd vaker bij jongens/mannen voorkomt en zich zelf bijten meer bij meisjes/vrouwen.
Als er sprake is van mentale retardatie, moeten de symptomen sterker zijn dan normaal. Verder moet worden uitgesloten dat het gedrag een gevolg is van dwanggedrag (OCS), een ticstoornis, een pervasieve ontwikkelingsstoornis of trichotillomanie (haren trekken). Ook moet bij diagnose worden uitgesloten dat het gebruik van middelen (geneesmiddelen, drugs) of een somatische aandoening (bijvoorbeeld) tot de symptomen leidt.